# Камышовая жаба
Камышовая жаба (лат. Epidalea calamita) — вид бесхвостых земноводных из семейства жаб, единственный представитель рода Epidalea.

## Описание

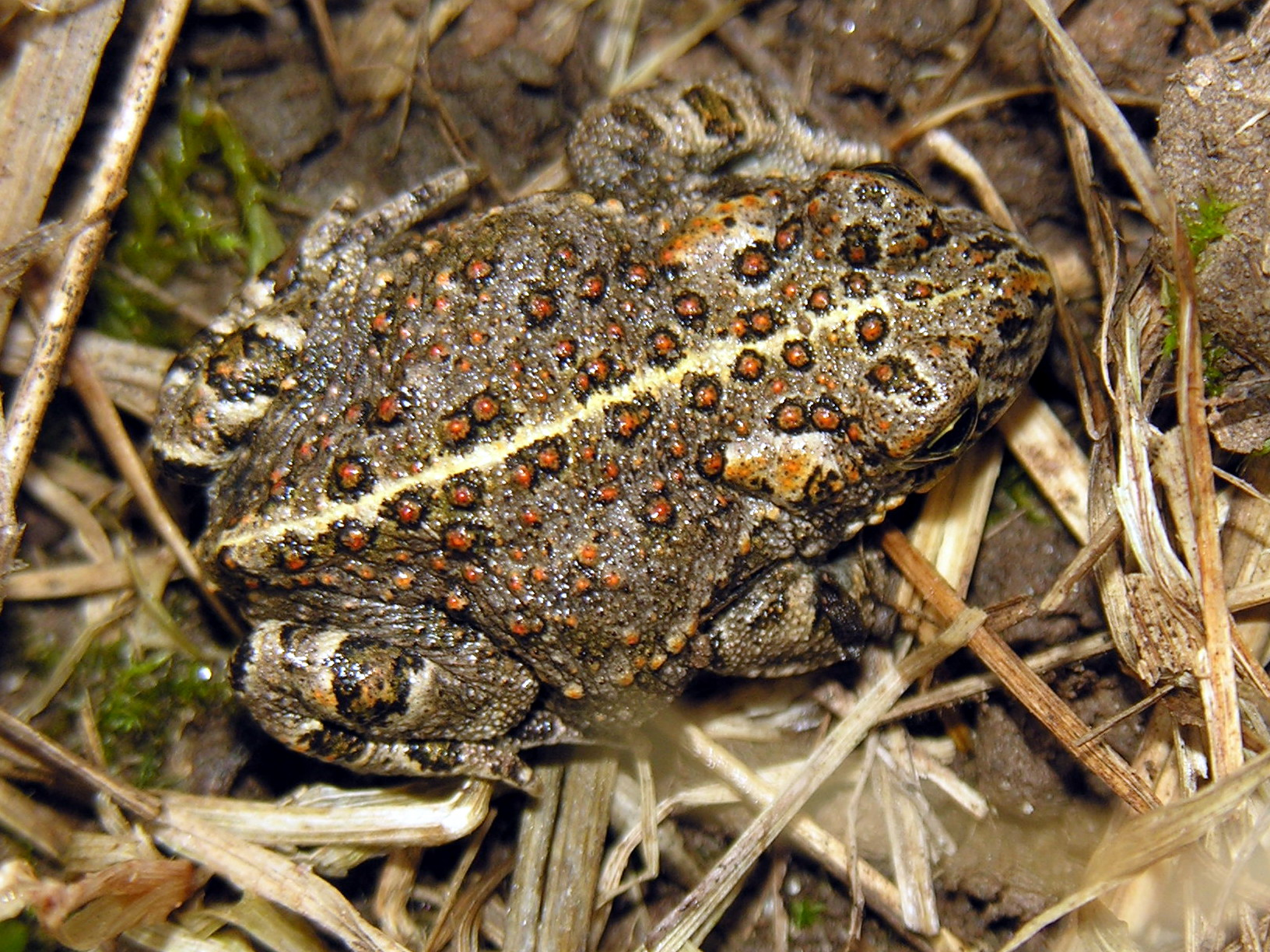

Длина тела до 80 мм. Окраска верхней стороны тела серовато-оливковая, буроватая или песочного цвета, с тёмными или зеленоватыми пятнами. Желтоватая узкая полоса проходит вдоль спины. Нижняя сторона тела серо-белого цвета. Кожа покрыта бугорками, но без шипиков. Сочленовные бугорки на пальцах двойные. Имеется продольная складка на предплюсне. Самцы с хорошо развитым горловым резонатором.

## Ареал
Широко распространена в Европе, на севере и востоке доходит до Великобритании, обитает также на юге Швеции, в Прибалтике, западной Белоруссии и на северо-западе Украины. На территории России известна только в Калининградской области.

## Место обитания

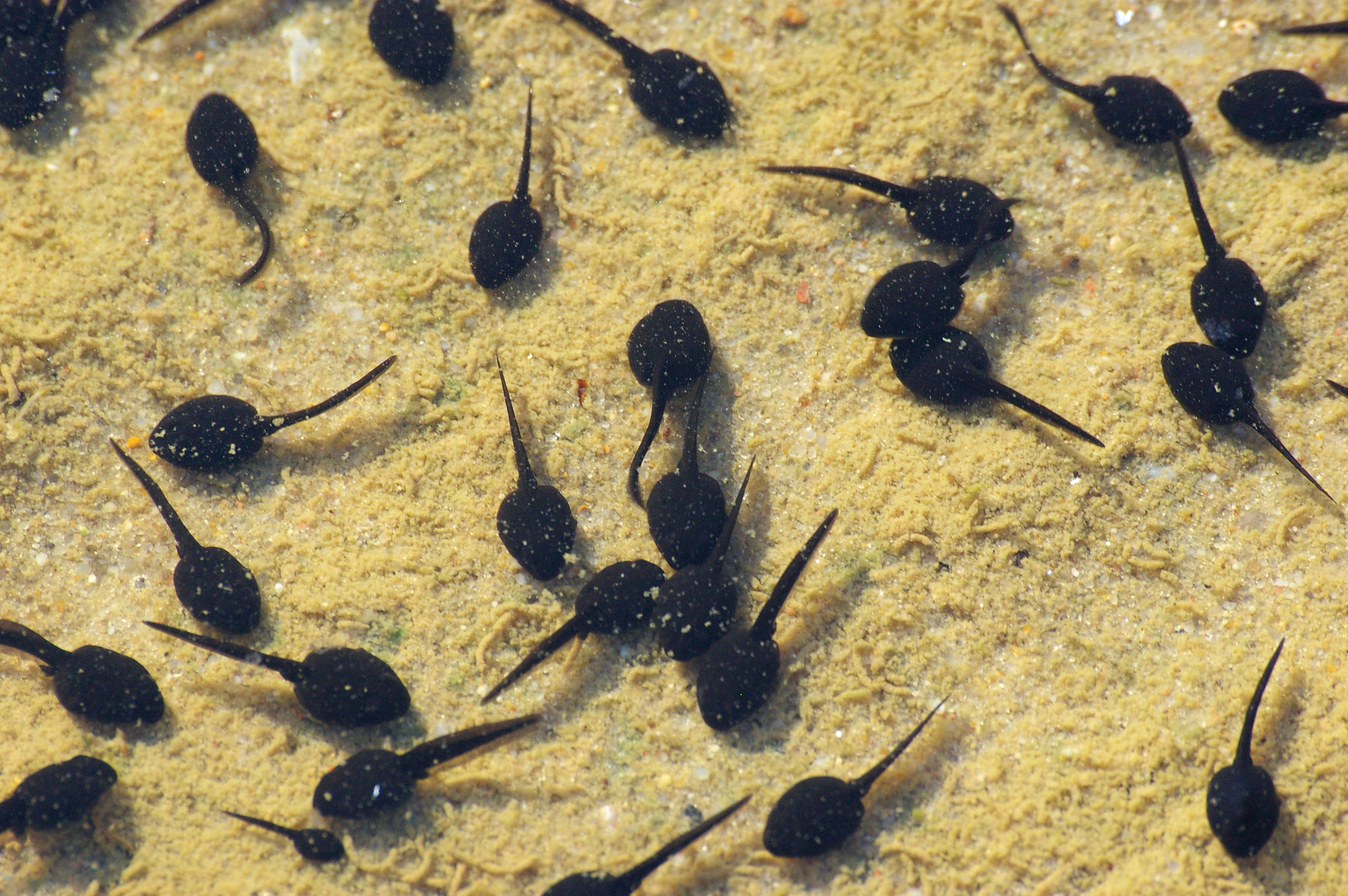
Головастики

Предпочитает низины. Встречается преимущественно на лёгких песчаных почвах на сухих прогреваемых открытых участках, которые граничат с влажными участками. Населяет вересковые пустоши, песчаные берега водоёмов — озёр, рек, водохранилищ, поросшие кустарником и травянистой растительностью.
Встречается на опушках лесов, лугах, в местах лесозаготовок под сложенными в штабель стволами деревьев, на болотах. Часто встречается на сельскохозяйственных угодьях с рыхлыми почвами. Может обитать в солоноватых водоемах. В Пиренеях поднимается до 2600 метров над уровнем моря.

## Биология

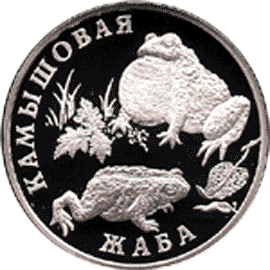
Камышовая жаба. Монета Банка России — Серия: «Красная книга», серебро, 1 рубль, 2004 год

Активность после зимы начинается в конце апреля — мае.
Активна в сумерках, изредка также активна днем, например в пасмурную погоду. В период покоя преимущественно скрывается в норах или любых других укрытиях — под камнями, в природных нишах, в трещинах земли, могут зарываться в почву.
Основу рациона составляют наземные насекомые. В период размножения практически не питаются. Головастики питаются фитопланктоном, детритом, простейшими, и мелкими ракообразными.
Половозрелость наступает в возрасте трёх—четырёх лет, а продолжительность жизни 15—16 лет.
На зимовку уходят в конце августа — начале сентября при снижении температуры ниже 10 °C. Зимуют в убежищах, часто просто зарываясь в почву.

## Размножение
Для размножения предпочитает мелкие, прогреваемые водоёмы со стоячей водой, часто заросшие растительностью. Порой могут откладывать икру в водоёмы с солоноватой водой. Размножаются при температуре воды 16—18 °C. Период размножения длится с III декады апреля до конца июля. Массовое икрометание происходит в мае — июне.
Днём особи обычно скрываются под водой на дне водоёма.
Шнуры с икрой имеют толщину 4,5—5 мм, при длине 1—1,6 м, максимум до 3,2 м. Они обычно располагаются на небольшой глубине 4—20 см. Диаметр икринок 1—1,6 мм, они расположены в 2 ряда. За раз самка может отложить от 1250 до 5250 икринок.
Личинки достигают длины 7—8,5 мм. Развитие происходит 42—55 суток. Головастики перед метаморфозом вырастают до 25—28 мм.

## Замечания по охране
Охраняется Бернской Конвенцией (приложение II). Вид занесён в Красные книги России, Беларуси, Латвии, Литвы, Украины и Эстонии.